# Melchior Baumgartner
Melchior Baumgartner (* 25. Dezember 1621 in Augsburg; † 1686 ebenda) war ein deutscher Kunsttischler (Kistler).

## Leben
Baumgartner war der Sohn von Ulrich Baumgartner, dem ‚wohl besten Augsburger Möbeltischler seiner Zeit‘. Er führte die Werkstatt seines Vaters weiter, die auf die Herstellung von Kunstschränken (zu seiner Zeit Schreibtische genannt) in Zusammenarbeit mit anderen Kunsthandwerkern spezialisiert war.
Die ältere kunstgeschichtliche Forschung zweifelte an der Existenz Melchior Baumgartners, da ihm historisch Werke zugeordnet waren, die eindeutig sein Vater hergestellt hatte. Oskar Doering (1858–1936) deutete den Namen als Fehlschreibung Ulrich Baumgartners durch Paul von Stetten. Von Stetten hatte ihm den 1632 als Geschenk der Stadt Augsburg an König Gustav II. Adolf (Schweden) übergebenen Kunstschrank, heute im Museum Gustavianum in Uppsala, zugeschrieben, was nicht stimmen konnte. Erst Georg Himmelheber wies 1975 seine Existenz nach und konnte ihm Werke eindeutig zuordnen.
Seit dem 8. Mai 1656 war er verheiratet mit Maria, geb. Wegeler.

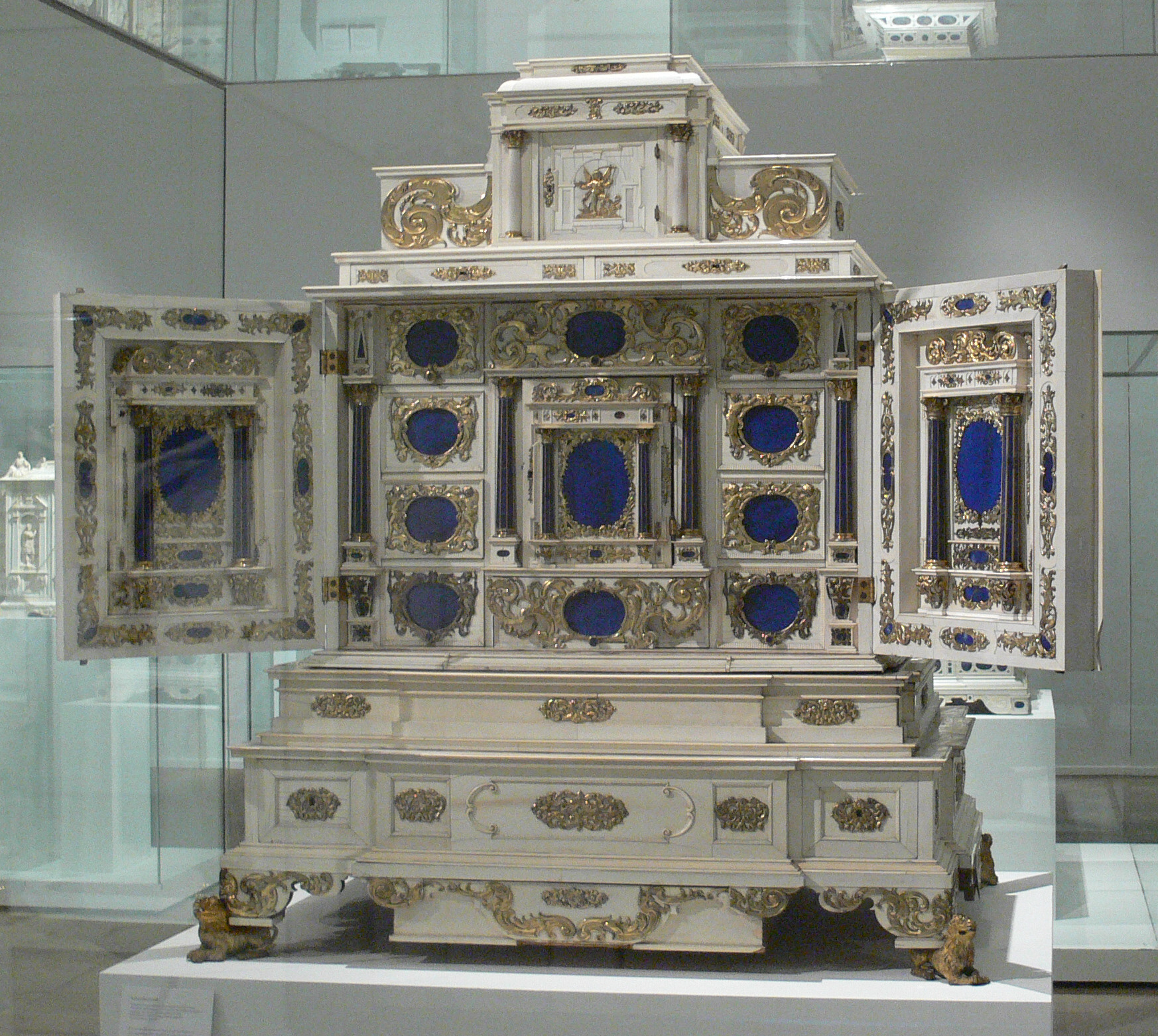
Kunstschrank für Kurfürstin Maria Anna, Bayerisches Nationalmuseum
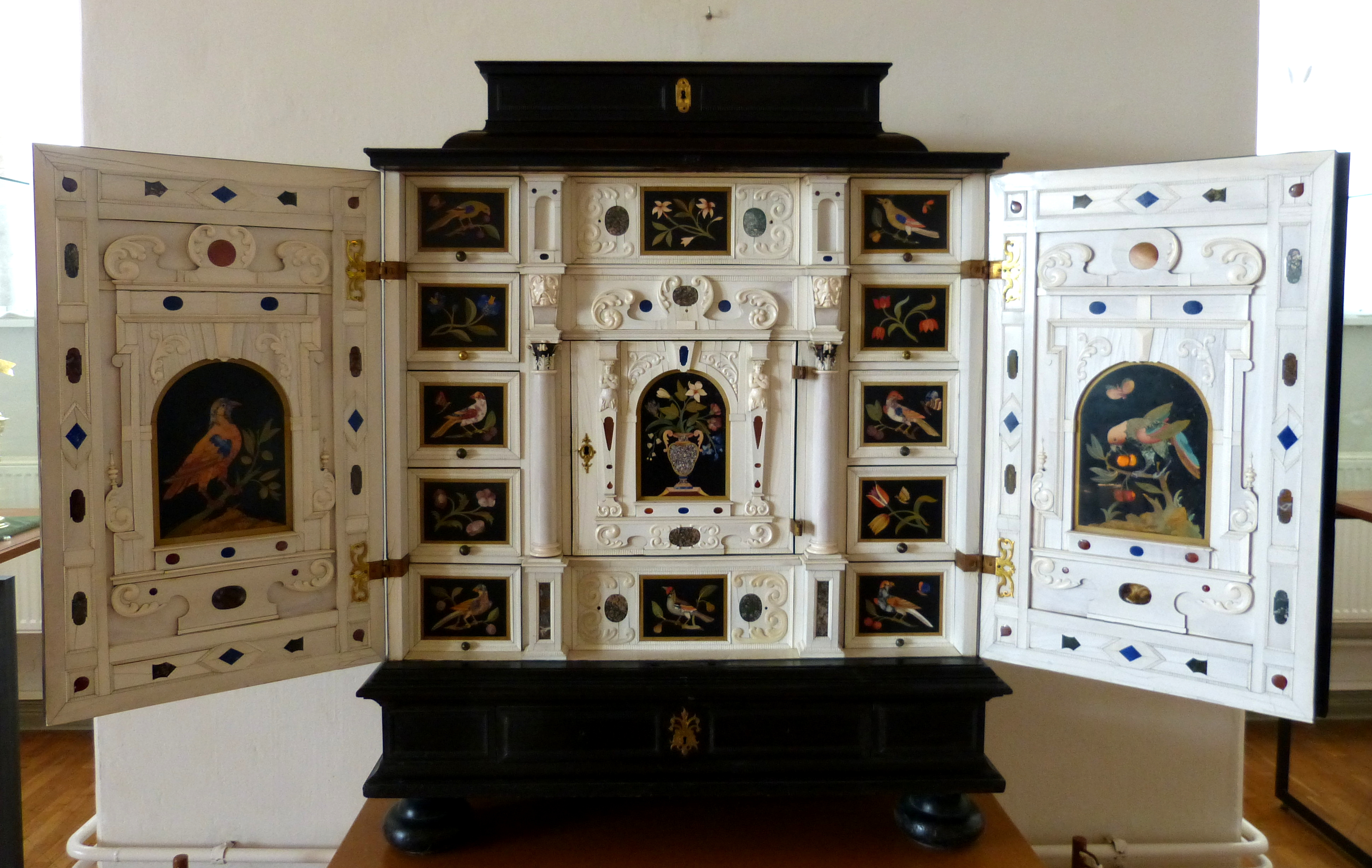
Kabinettschrank in Schloss Güstrow

## Werke
- 1646/55: Kunstschrank mit Lapislazuli-Platten für Kurfürstin Maria Anna, Bayerisches Nationalmuseum[5]
- um 1650: Kabinettschrank mit Elfenbein-Furnier, Victoria and Albert Museum[6]
- um 1650: Kabinettschrank mit Pietra-dura-Einlagen, 2006 für die Sammlung des Fürsten von Liechtenstein erworben[7]
- um 1650: Kabinettschrank mit Pietra dura-Einlagen, Königliche Sammlung, Schloss Rosenborg[8]
- 1655/59: Kabinettschrank mit Elfenbein-Furnier (Werkstattarbeit), Metropolitan Museum of Art[9]
- 1655: Kunstschrank mit Silberemailleplatten, Bayerisches Nationalmuseum
- 1659: Kabinettschrank mit Pietra-dura-Einlagen, Schloss Güstrow
- 1659: Schachbrett für Herzog August II. (Braunschweig-Wolfenbüttel)
- 1664: Schatulle mit Bergkristall, 1740 zweitverwendet für eine Spieluhr, Royal Collection, Windsor Castle[10]
- um 1650: Kabinettschrank mit Elfenbein-Furnier, 2007 bei Christie’s versteigert[11]
- Kabinettschrank mit Elfenbein-Furnier (Umkreis), Wunderkammer, Me Collectors Room Berlin
- Deckelschatulle aus Holz und Elfenbein, 2011 im Kunsthandel[12]